# Projektil (hudební skupina)
Projektil byla česká rocková hudební skupina, známá především v 80. letech 20. století. Skupina byla založena v roce 1979, ovšem do povědomí širší veřejnosti se, především na Slovensku, dostala teprve jako předkapela Miroslava Žbirky a jeho skupiny Limit. V Česku spolupracovala především s Františkem Ringo Čechem a Jiřím Schelingerem. V roce 1982 vydává své první sólové album Zahrada ticha – Uvadlé růže, obsahující jejich zřejmě největší hit Zahrada ticha, a posléze i album Noční vlak – Mám ztratit svou dálku. Krátce poté odchází ze skupiny Pavel Roth, jenž se přeorientoval na pop, a nahrazuje ho Jiří Hopp. O rok později se v rozhlasovém pořadu Větrník skupina umístila na překvapivém 5. místě, když za sebou nechala např. skupiny Olympic či Elán. V roce 1986 musela skupina kvůli problémům se státním socialistickým aparátem ukončit činnost a její desky musely být staženy ze všech obchodů. V roce 1989 skupina svoji činnost obnovila, když vydala nové album Lovci lebek – Kovárna. Jejich poslední album, nazvané Best of PROJEKTIL – Zpátky do Zahrady ticha, vyšlo v roce 1998 a v prodeji se zdrželo pouhé 3 měsíce. V roce 2001 se skupina vrátila na koncertní pódia, ovšem v následujícím roce oznámila svůj definitivní konec.

## Členové

### Projektil 1979-1982
- K. Jenčík
- Zdeněk Fák
- Ivan Sekyra
- Milan Schelinger
- Pavel Roth

### Projektil 1983-1985
- Jiří Hopp
- K. Hošek
- Zdeněk Fák
- Ivan Sekyra
- Milan Schelinger

### Projektil 1986
- Pavel Hajek - Doktor Buben (bicí)
- Ivan Sekyra (kytara)
- Jiří Hopp (zpěv)
- S. Brada (baskytara)
- Marek Podskalský (kytara)

Projektil 1987-1990
- Karel Jenčík (bicí)
- Ivan Sekyra (kytara)
- Jiří Hopp (zpěv)
- Vítězslav Benek (baskytara)
- Martin Ježek (kytara)

### Projektil 2002
- Ivan Sekyra (kytara)
- Jiří Hopp (zpěv)
- Milan Dekoj (bicí)
- Tomáš Hrubý (baskytara)
- Martin Ježek (klávesy)

## Diskografie
- Zemětřesení – Strážci majáků (1981; s J. Hoppem a skupinou F. R. Čecha)
- Zahrada ticha – Uvadlé růže (1982)
- Noční vlak – Mám ztratit svou dálku (1982)
- Diskotéka – Jaký jsem byl (1983; s J. Hoppem, F. R. Čechem a K. Kahovcem)
- Planeta Gama – Muž ze Železných hor (1984)
- Třešňová nálada – Marathon (1984)
- Madagaskar – Vzpomínky (1985)
- Lovci lebek – Kovárna (1989)
- Best of PROJEKTIL – Zpátky do Zahrady ticha (1998)